# Heinrich Maurach
Heinrich Maurach (* 12. Juni 1854 in Königsberg i. Pr.; † 13. Oktober 1904 in einem Straßenbahnwagen zwischen Danzig und Langfuhr) war ein deutscher Verwaltungsjurist.

## Leben
Heinrich Maurach studierte an der Georg-August-Universität Göttingen Rechtswissenschaft. 1875 wurde er im Corps Bremensia recipiert. Nach dem Abschluss des Studiums und der Promotion zum Dr. iur. trat er in den preußischen Staatsdienst. 1884 wurde er Landrat des Kreises Rößel. 1885 wechselte er als Landrat in den Kreis Rastenburg. 1887 wurde er zum Landrat des Kreises Danziger Höhe berufen. Das Amt hatte er bis zu seinem Tod im Alter von 50 Jahren inne.